# Encantada-Ranchito-El Calaboz
Encantada-Ranchito-El Calaboz – jednostka osadnicza w Stanach Zjednoczonych, w stanie Teksas, w hrabstwie Cameron.